# أنيتا بيرفوتس
أنيتا بيرفوتس (بالرومانية: Aneta Udriștoiu) مواليد 22 يونيو 1989 في دروبيتا تورنو سيفيرين، هي لاعبة كرة يد رومانية. مثلت منتخب رومانيا لكرة اليد للسيدات.

## سجل المنافسة
شاركت في البطولات التالية:
- بطولة أوروبا لكرة اليد للسيدات 2014
- بطولة أوروبا لكرة اليد للسيدات 2016

## الإنجازات
- الدوري الروماني لكرة اليد للسيدات:
  - الفوز: 2014
  - الميدالية الفضية: 2013

## روابط خارجية
- أنيتا بيرفوتس على موقع الاتحاد الأوروبي لكرة اليد (الإنجليزية)